# Arte rupestre de la Sierra de Guadalupe
Pinturas rupestres de la Sierra de Guadalupe son una serie de sitios en la Sierra de Guadalupe, del Arte Rupestre en Baja California Sur, de los cuales hay varios estilos de arte rupestre, en el municipio de Mulegé en Baja California Sur, México. Los que son del Arte Gran Mural están incluidos como parte del nombramiento como Patrimonio Mundial de la UNESCO de las pinturas rupestres de la Sierra de San Francisco, ubicadas unos kilómetros al norte.

## Ubicación
La Sierra de Guadalupe, es una cadena montañosa que se extiende en la parte central y oriental de la Península de Baja California y de forma paralela al Golfo de California desde al sur de la Sierra de San Francisco y los volcanes las tres vírgenes hasta la sierra la Giganta al norte de Loreto y al oeste de Mulegé, que en conjunto con la Sierra la Giganta, se ha denominado como “Reserva de la Biosfera Sierras La Giganta y Guadalupe”,con una superficie de 16,242 km,2  la cual contiene unos 15 arroyos importantes, que son los que resguardan la mayor cantidad de sitios de arte rupestre prehistórico conocidos en Baja California Sur.   

## Las pinturas
La Sierra Guadalupe aporta dos subestilos del Arte Rupestre Gran Mural que son, San Borjitas y la Trinidad. El Arte Gran mural de la Sierra de Guadalupe denominado así por Harry W. Crosby junto con el de la Sierra de San Francisco y San Borja abarcan toda la zona del Gran Mural, en la parte central de la península de Baja California.
Una particularidad en esta sierra, es que la coloración con líneas verticales en las figuras humanas, es mucho más común que en la Sierra de San Francisco.
Una figura empalada y cubierta de flechas, es uno de los muchos enigmas del vocabulario simbólico de los pintores, aunque las figuras humanas así tratadas son pocas, existen tanto en las sierras de Guadalupe como en la de San Francisco (en la Cueva de las Flechas) y también en San Borja. Las imágenes de animales atravesados por flechas son comunes.
En la mayoría de las figuras, habitualmente están divididas en áreas rojas y negras a lo largo del eje vertical. Sin embargo, otra particularidad también encontrada en Guadalupe, al igual que en figuras en las otras sierras, y que se encuentran solo en 4 sitios es que aparece un óvalo negro intenso está sobre el área de la cara, manteniéndose tanto la parte roja, como la negra del resto del cuerpo, aunque en Guadalupe están coloreadas con finas franjas verticales en lugar de pintura sólida. Este óvalo negro facial está en: 1) Cuesta del Palmarito, El Carrizo, Los Monos de San Juan y El Cajón del Valle. La coloración en líneas verticales es mucho más común en las sierras de Guadalupe que en la Sierra de San Francisco. En la sierra de Guadalupe no solo se encuentra Estilo Gran Mural, sino también otros tipos de arte rupestre.

## Las cuevas
En las laderas de los arroyos y cañones, contienen los sitios de arte rupestre, encontramos abrigos rocosos, donde los más conocidos del estilo Gran Mural lo encontramos en las cuevas de la Trinidad, San Borjita,y Los Monos de San Juan.
Los otros estilos de arte rupestre diferentes al Gran Mural, los encontramos enlas cuevas Dupigon 1,2, El Pilo 1,2, Los venados, Vinorama, Los gatos, San Sebastián, San Javier, Higuera de San Javier, El Mapache, La presita y el piedrón del Aro, La Tinaja del toro, Las Piedras 1,2,3, El azufre, Piedras pintas,Chavalito.